# Африканский голохвост
Африка́нский голохво́ст (лат. Urogymnus asperrimus) — единственный вид рода Urogymnus из семейства хвостоко́ловых отряда хвостоколообразных надотряда скатов. Эти рыбы повсеместно обитают в тропических водах Индо-Тихоокеанской области и в восточной части Атлантического океана у побережья Африки. Встречаются на глубине до 30 м. Максимальная зарегистрированная ширина диска 147 см. Грудные плавники срастаются с головой, образуя округлый диск. Рыло слегка вытянутое и заострённое. В отличие от прочих хвостоколов ядовитый шип и кожные складки на хвосте отсутствуют. Однако взрослые особи способны защищаться с помощью множества крупных и острых шипов, разбросанных по диску и хвосту. Окраска дорсальной поверхности диска ровного тёмно-серого или коричневого цвета.
Подобно прочим хвостоколообразным Urogymnus asperrimus размножаются яйцеживорождением. Эмбрионы развиваются в утробе матери, питаясь желтком и гистотрофом. Рацион этих скатов состоит из донных беспозвоночных и мелких костистых рыб. Грубая и прочная кожа этих скатов прежде очень ценилась, из неё делали ножны и щиты. Они представляют ограниченный интерес для коммерческого промысла. Во многих частях ареала их численность из-за перелова снижается.

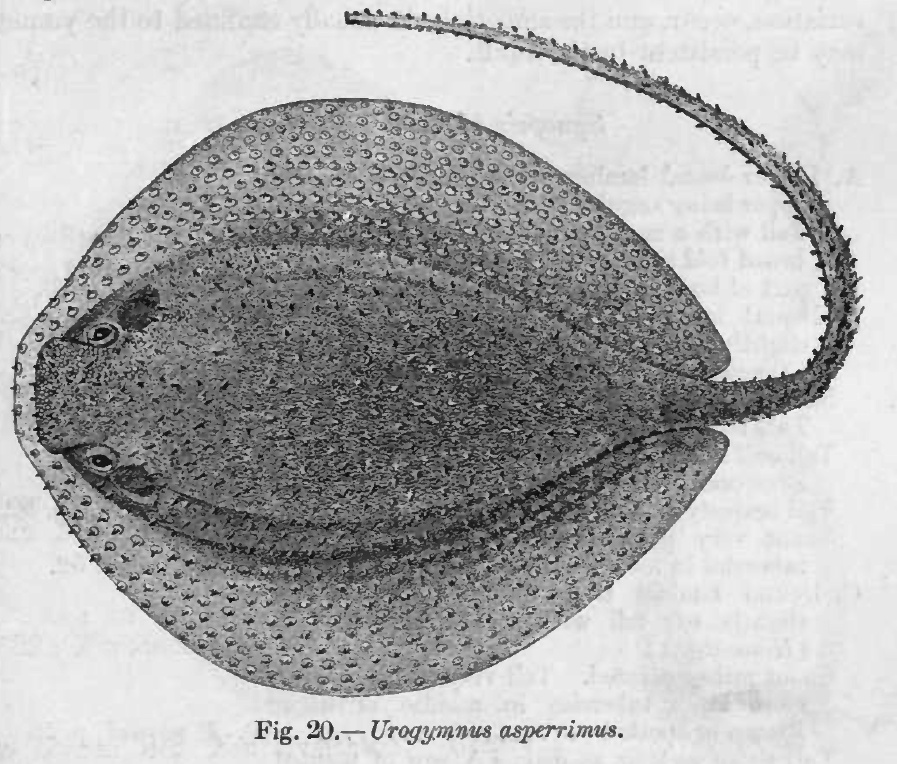
Оригинальное изображение Urogymnus asperrimus

## Таксономия
Впервые новый вид был научно описан в 1801 году немецкими натуралистами Маркусом Элиезером Блохом и Иоганном Готлобом Шнайдером как Raja asperrima  на основании фрагмента высохшей кожи, полученной из Мумбаи, Индия. В той же работе была упомянута западноафриканская форма под названием Raja africana. Позднее они были признаны синонимами. Но, поскольку оба названия были опубликованы одновременно, неясно, какое из них является приоритетным. В одних источниках фигурирует видовой эпитет asperrimus, который происходит от слова лат. asperrimus — «грубый», а в других — africana.
В 1837 году немецкие натуралисты Иоганн Петер Мюллер и Фридрих Густав Якоб Генле отнесли этот вид к новому роду Gymnura. Поскольку название уже было использовано для обозначения скатов-бабочек, позднее они заменили его на Urogymnus. Название обоих родов происходит от слов др.-греч. οὐρά — «хвост» и др.-греч. γυμνός — «обнажённый» и связано с отсутствием ядовитого шипа на хвосте, характерного для хвостоколовых. Возможно, к роду принадлежит не только единственный вид, который описан к настоящему времени.

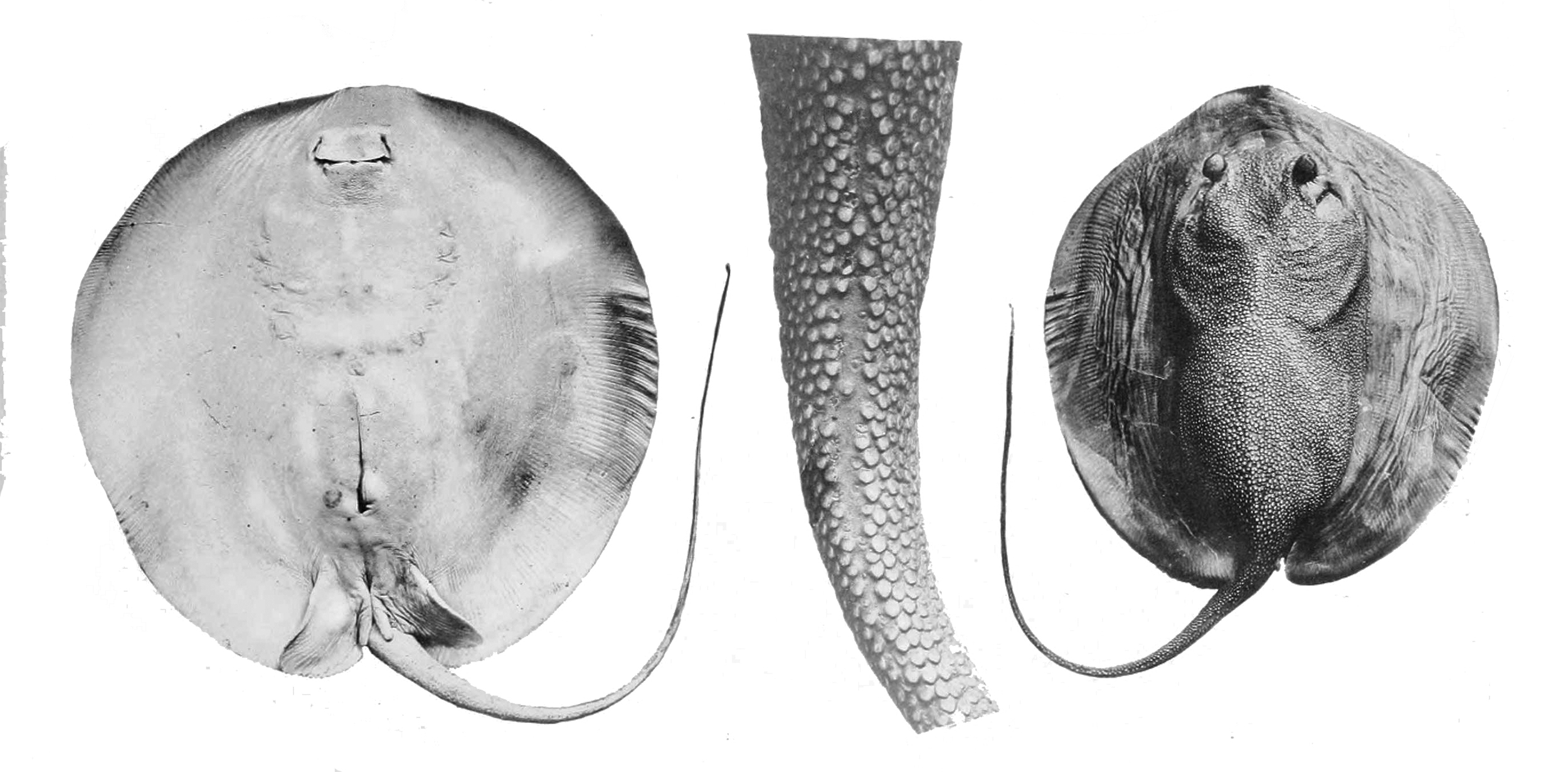
Раннее изображение ската, принадлежащего к роду голохвостов

## Ареал и места обитания
Urogymnus asperrimus распространены широко, но встречаются не так часто как прочие хвостоколы, разделяющие с ними ареал. Они обитают по всему континентальному побережью Индийского океана от ЮАР до Аравийского полуострова, Юго-Восточной Азии и Рифа Нингалу, Западная Австралия, включая воды, омывающие Мадагаскар, Сейшельские острова и Шри-Ланку. Через Суэцкий канал эти скаты расселились в восточной части Средиземного моря. В Тихом океане их ареал простирается от Индонезии и Новой Гвинеи к северу до Филиппин, к востоку до островов Гилберта и Фиджи и к югу до острова Херон, восточная Австралия. Есть неподтверждённые данные о присутствии данного вида в водах Новой Гвинеи. Urogymnus asperrimus встречаются в восточной части Атлантики у берегов Сенегала, Гвинеи и Берега Слоновой Кости. Подобно большинству хвостоколов они ведут донный образ жизни, держатся у берега на глубине до 30 м, предпочитают песчаное дно и заросли водорослей, часто попадаются вблизи коралловых рифов. Иногда заплывают в солоноватые воды.

## Описание
Грудные плавники этих скатов срастаются с головой, образуя овальный диск, ширина которого почти равна длине. Рыло формирует тупой угол, его заострённый кончик слегка выступает за края диска. Позади мелких глаз расположены крупные брызгальца. На вентральной поверхности диска имеются 5 пар жаберных щелей, рот и ноздри. Между ноздрями пролегает лоскут кожи с бахромчатым нижним краем, который нависает надо ртом. По углам имеются борозды, а на дне ротовой полости 3—5 отростков. Область вокруг рта, включая кожаный лоскут между ноздрями, густо усеяны отростками. Зубы мелкие и притуплённые. На каждой челюсти имеется по 48 зубных рядов.
Брюшные плавники мелкие и узкие. Кнутовидный, утончающийся к кончику хвост по длине не превышает диск и имеет почти цилиндрическое поперечное сечение. Шипы и кожные складки на хвосте отсутствуют. Центр диска плотно покрыт сердцевидными чешуйками, которые распространяются и на хвост. Кроме того, у крупных особей диск усеян многочисленными острыми колючками. Окраска дорсальной поверхности диска ровного светлого или тёмного серого или коричневого цвета. К кончику хвост чернеет. Вентральная поверхность диска белая. Максимальная зарегистрированная ширина диска 147 см, а общая длина 220 см.

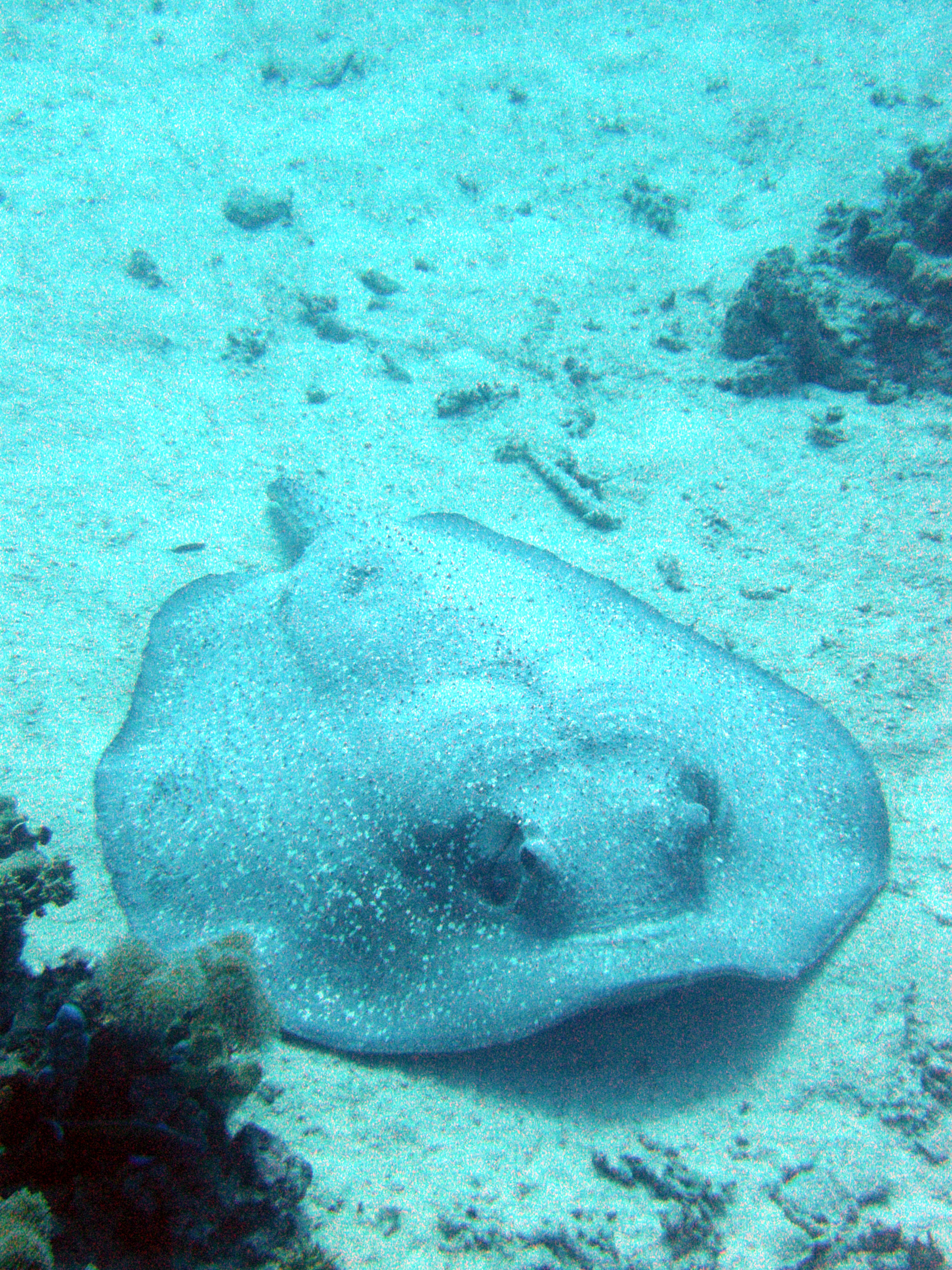
Urogymnus asperrimus на дне Красного моря

## Биология
Urogymnus asperrimus часто наблюдают лежащими неподвижно на дне рядом или внутри укрытий. В водах Нингалу они образуют скопления. Основу рациона этих скатов составляют сипункулиды, полихеты, ракообразные и мелкие костистые рыбы. Во время кормления они вспахивают диском дно, выбрасывая избыток грунта через брызгальца в виде характерного, заметного издалека «фонтанчика». На Urogymnus asperrimus паразитируют ленточные черви Rhinebothrium devaneyi, нематоды Echinocephalus overstreeti, моногенеи семейства Capsalidae Dendromonocotyle urogymni и Neoentobdella baggioi.
Подобно прочим хвостоколообразным Urogymnus asperrimus относятся к яйцеживородящим рыбам. Эмбрионы развиваются в утробе матери, питаясь желтком и гистотрофом. Мангровые заросли служат природным питомником для молодых скатов. Самцы и самки достигают половой зрелости при ширине диска 90 и 100 см соответственно.

## Взаимодействие с человеком
Несмотря на отсутствие ядовитого шипа на хвосте Urogymnus asperrimus способны нанести человеку ранения многочисленными острыми колючками, покрывающими их диск и хвост. Эти скаты не пугливы и позволяют аквалангистам приблизиться. Из их крепкой и толстой шкуры, покрытой шипами, выделывали шагрень. Исторически она шла на эфесы холодного оружия, поскольку шершавая поверхность кожи предотвращала проскальзывание во время боя. Японцы полагали, что лишь кожа ската годится на ножны для мечей. Малайцы делали из неё щиты. Кожа скатов служила в декоративных целях: китайцы окрашивали её и зачищали шипы, чтобы добиться пёстрого узора. Аборигены атолла Фунафути использовали кусочки высушенного хвоста скатов в качестве рашпиля.

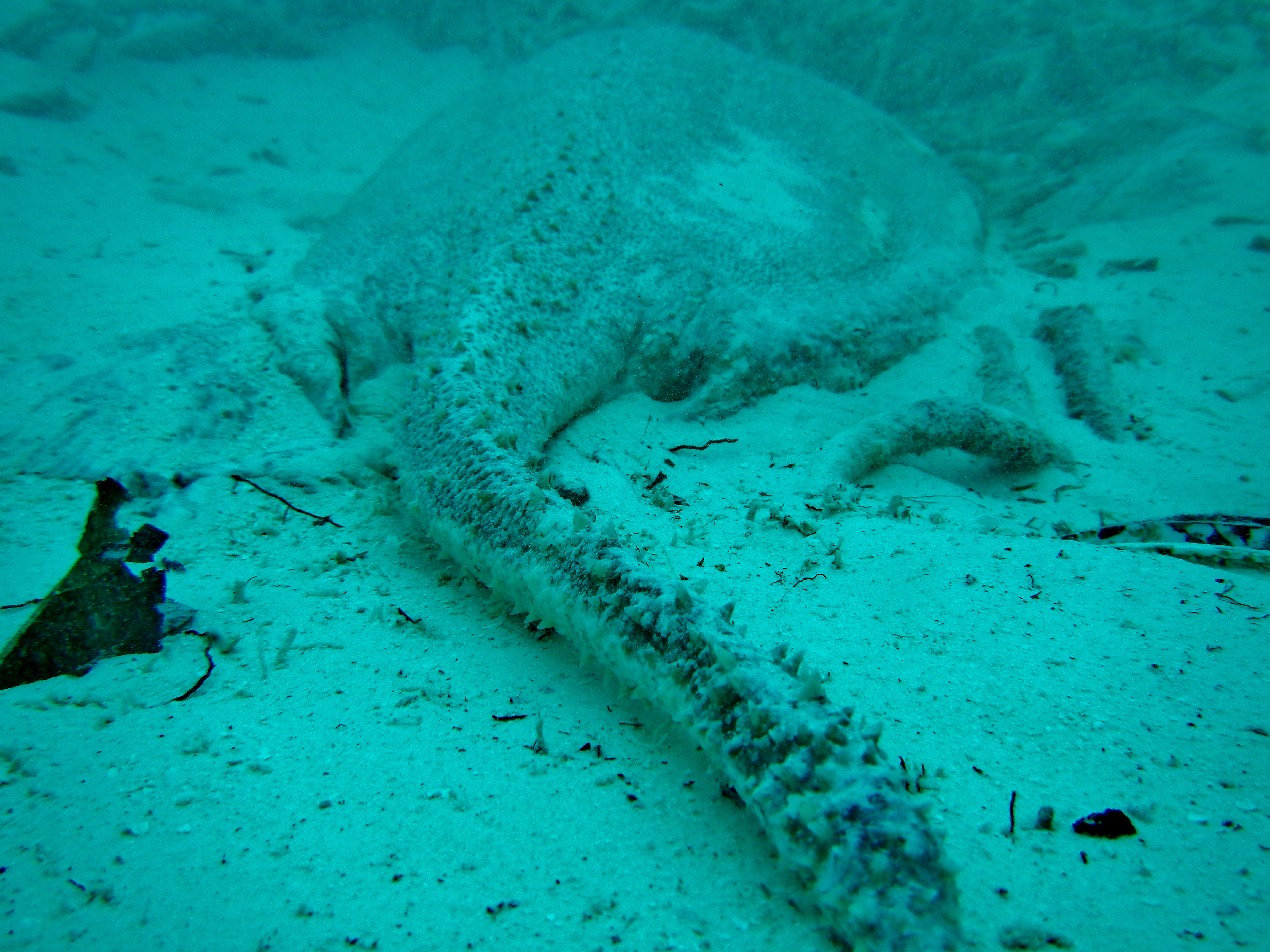
Хвост ската с близкого расстояния

В настоящее время Urogymnus asperrimus попадаются в качестве прилова при коммерческом промысле с помощью тралов, жаберных сетей и неводов. Их кожа продолжает высоко ценится, кроме того, используют мясо и хрящи. На архипелаге Фарасан печень скатов подают как сезонное блюдо. Однако коммерческая ценность Urogymnus asperrimus ограничивается сложностью в обращении при ловле. В Бенгальском и Сиамском заливе ведётся массовый бесконтрольный промысел, который привёл к существенному снижению численности популяций этих скатов. Вид страдает от ухудшения условий среды обитания и перелова. Международный союз охраны природы присвоил этому виду статус сохранности «Уязвимый».